# Бикур холим
Бикур холим („посета болесника“) односи се на мицву ( јеврејска верска заповест) која налаже да треба  посећивати и пружати помоћ болеснима.  Сматра се аспектом гемилут хасадима (добронамерности, несебичности, љубазности ).  Обичај је рецитовати молитве за исцељење, као што је молитва Ми Шебејрах у синагоги и псалми (посебно Псалам 119 ) за опоравак болесника.  Бикур холим друштва постоје у јеврејским заједницама широм света. Најраније бикур холим друштво датира из раног средњег века. 

## Историја
Корени бикур холима могу се видети у самој Тори, када Бог посећује Аврахама након његовог обрезивања ( Постанак 18:1).
Бикур холим се помиње у вавилонском Талмуду неколико пута, у Трактату Недарим 39а, 39б и 40а. У Недариму 39а и 39б стоји да „Особа мора ићи у посету болеснима чак и сто пута дневно“ и да „Онај ко посети болесну особу одузима му шездесетину бола“. Недарим 40а каже да „свако ко посети болесног оживљава га, а ко не посећује болесника чини да он умре“. Такође се наводи да су они који посећују болесне поштеђени Гехене (пакла) и да Бог подржава болесне, цитирајући Књигу псалама, поглавље 31.  Према Талмуду, посете не би требало да буду много рано или касно у току дана и не треба се задржавати предуго. Родбина и пријатељи би требали да посете болесника што пре. Саветује се да се болесна особа не обавештава о смрти рођака или пријатеља, да не би изазвала још више патње или бола.  
Посећивање болесника током Шабата, често након јутарњих службије уобичајена пракса. Хилелова кућа је на ово гледала као на мицву и поглед који је Хилел гајио постао је део халахе . Поред тога, у неким случајевима је дозвољено путовати на Шабат ако се блиски рођак разболи. 
У многим јеврејским општинама створена су женска друштва, чије су чланице биле задужене за обављање дужности медицинских сестара, посете болесницима или породиљама,као и за читање молитви. Осим тога, чланови ових друштава шили су покрове за мртве и вршили ритуално прање умрлих жена. Имућни пацијенти су обично остајали код куће током болести али су сиромашни били смештени у заједнички дом за болесне и сиромашне, такозвани хекдеш. Крајем 18. века основане су прве јеврејске болнице у Бреславу , Бечу и Амстердаму , добро одржаване на нивоу најбољих европских болница свог времена.